# Krążowniki torpedowe typu Peyk

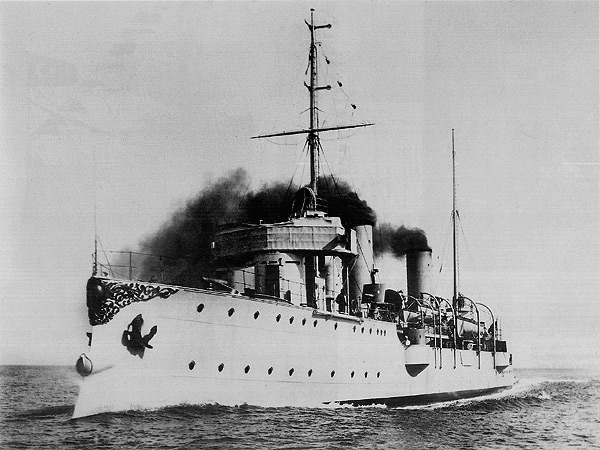
„Peyk-i Şevket” podczas prób w 1907 r.

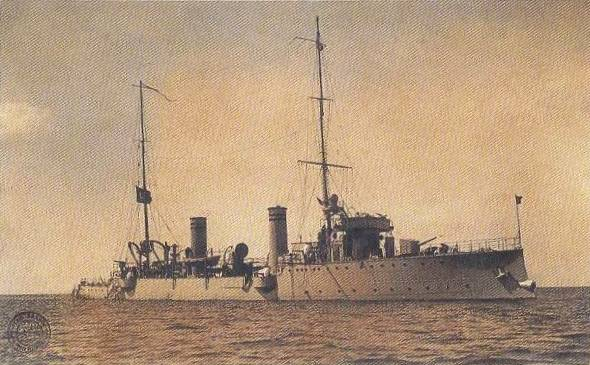
„Peyk-i Şevket” przed modernizacją

Krążowniki torpedowe typu Peyk (Peyk-i Şevket) – typ dwóch tureckich krążowników torpedowych z początku XX wieku, zbudowanych w niemieckiej stoczni Krupp Germaniawerft, wodowanych w 1906 roku. Służyły w marynarce Imperium Osmańskiego od 1907 roku, a następnie po modernizacji, w marynarce Republiki Turcji do końca II wojny światowej. Brały aktywny udział w wojnach bałkańskich i I wojnie światowej. W publikacjach typ ten bywa też określany jako Berk I Satvet.

## Budowa
Oba okręty zostały zamówione dla floty Imperium Osmańskiego w stoczni Krupp Germania w Kilonii 18 stycznia 1903 roku (numery stoczniowe 126 i 127). Ich zamówienie miało być rekompensatą za znaczne obniżenie kosztu modernizacji stojącego od 1900 roku w stoczni Kruppa starego pancernika barbetowego „Asar-i Tevfik”. Mimo to, cena za krążowniki torpedowe również okazała się bardzo niska, a Krupp po kilkuletnich negocjacjach przystał na dyktowane mu niekorzystne warunki z uwagi na chęć uzyskania dużego zamówienia na artylerię ze strony armii tureckiej, do czego ostatecznie doszło w 1904 roku.
Oficjalnie stępkę pod budowę obu jednostek położono dopiero w lutym 1906 roku, a wodowano je już 15 listopada i 1 grudnia tego roku. Po próbach morskich, przybyły do Stambułu 13 listopada 1907 roku. Okręty otrzymały nazwy: „Peyk-i Şevket” i „Berk-i Satvet”, w 1924 roku skrócone do „Peyk” i „Berk”.
Jednostki typu Peyk klasyfikowane były w Turcji jako krążowniki torpedowe (tur. torpido-kruvazör), aczkolwiek w literaturze anglojęzycznej są określane jako kanonierki torpedowe (należy zauważyć, że w marynarce osmańskiej wyróżniano osobno klasę kanonierek torpedowych – tur. torpido gambot, chociaż starsze kanonierki torpedowe typu Peleng-i Derya były podobnej wielkości).

## Opis

### Architektura i kadłub
Okręty miały charakterystyczną architekturę, z taranową dziobnicą i podniesionym pokładem dziobowym ciągnącym się na ponad 1/3 kadłuba. Uskok pokładu dziobowego był maskowany przez nadburcia, ciągnące się aż do działa rufowego. W nadburciach wystawały na boki na każdej burcie dwa sponsony dla dział kalibru 57 mm, stojących na pokładzie górnym, osłoniętych płytkimi maskami, a trzecie działo tego kalibru na burcie umieszczone było o poziom wyżej, na końcu pokładu dziobowego. Na pokładzie dziobowym i rufowym znajdowały się w osi podłużnej działa głównego kalibru w głębokich maskach przeciwodłamkowych. Za działem dziobowym umieszczona była mała nadbudówka dziobowa z odkrytym mostkiem, połączonym drabinką z platformą reflektora na maszcie. Okręty miały dwa pochyłe palowe maszty, za nadbudówką dziobową i na rufie. Na śródokręciu znajdowały się dwa proste kominy, przy tym tylny przesunięty był ku rufie. Wyróżniającym elementem sylwetki była znaczna przerwa między kominami, z centralnym nawiewnikiem pośrodku, o dużej średnicy, umieszczonym pomiędzy kotłowniami. Po bokach kominów rozmieszczone były łodzie z żurawikami. Kadłub był wykonany ze stali; publikacje nie wymieniają jakiegokolwiek opancerzenia okrętów.

### Uzbrojenie
Pierwotne uzbrojenie główne stanowiły dwa działa kalibru 105 mm Krupp o długości L/40 (40 kalibrów) na dziobie i rufie. Uzupełniało je sześć dział kalibru 57 mm Krupp L/40, rozmieszczone po trzy na burtach – według niektórych autorów, były to jednak prawdopodobnie działa półautomatyczne typowego niemieckiego kalibru 52 mm o długości L/55. Niemieckie działa 105 mm (10,5 cm) L/40 strzelały pociskami o masie 16 kg, a działa 52 mm (5,2 cm) – o masie 1,8 kg. Zapas amunicji kalibru 105 mm wynosił 691 pocisków, zaś 57 mm – 1800 pocisków. Uzbrojenie uzupełniały dwa działka 37 mm Krupp i dwa karabiny maszynowe Hotchkiss (według innych publikacji, szybkostrzelne działka Hotchkiss). Zdjęcia wskazują, że po remoncie w połowie lat 20. zdjęto maski z dział 105 mm. 
Uzbrojenie torpedowe składało się z jednej stałej nadwodnej wyrzutni torped 450 mm w stewie dziobowej i dwóch obrotowych wyrzutni 450 mm na pokładzie, umieszczonych po jednej na burcie, za otwieranymi nadburciami (obie wyrzutnie rozmieszczone były w rejonie śródokręcia, niesymetrycznie – lewoburtowa bliżej rufy).

### Napęd
Napęd stanowiły dwie pionowe maszyny parowe potrójnego rozprężania produkcji stoczni Germania, o łącznej mocy indykowanej 5100 KM, napędzające 2 śruby. Parę dostarczały cztery kotły wodnorurkowe Schulza, również produkcji Germanii. Zapas paliwa – węgla wynosił 244 tony. Na próbach okręty rozwijały prędkość do 22 węzłów, w 1915 roku prędkość spadła do 18 węzłów.

### Modernizacja
W latach 1936–1938 okręty przeszły modernizację i przebudowę w T.C. Gölcük Tersane w Gölcük. Przebudowa całkowicie zmieniła i unowocześniła sylwetkę okrętów. Zastosowano konwencjonalny dziób, o prostej lekko wychylonej dziobnicy; zmieniono także kształt rufy. Powiększono nadbudówkę dziobową, a na rufie maszt zamieniono na ażurową wieżyczkę z podstawą dla reflektora. Przedni komin otrzymał kołpak, a na rufowym kominie zamontowano z tyłu niewielki maszt. „Odchudzono” wyposażenie umieszczone na pokładzie, w tym indywidualne żurawiki dla ciężkich łodzi na śródokręciu zastąpił centralny żuraw między kominami.
Po modernizacji uzbrojenie stanowiły 2 działa kalibru 88 mm Krupp o długości lufy L/40 na pokładzie dziobowym i rufowym, 4 działka kalibru 37 mm Krupp i 2 wyrzutnie torped (inne dane co do artylerii: 2 działa 88 mm L/45 i 4 działa 57 mm). Działa 88 mm były odkryte, bez masek. Zdemontowano przy tym mało użyteczną stałą dziobową wyrzutnię torped. „Berk” mógł ponadto stawiać 25 min. Według niektórych publikacji, z „Peyk” zdemontowano wyrzutnie torped.

## Służba
Oba okręty zostały wcielone do służby w marynarce osmańskiej w listopadzie 1907 roku. „Berk-i Satvet” brał aktywny udział w działaniach I wojny bałkańskiej, wspierając jedyne dwa tureckie krążowniki pancernopokładowe („Mecidiye” i „Hamidye”). Między innymi, używany był do ostrzeliwania wojsk bułgarskich. „Peyk-i Şevket” jednakże został w 1911 roku internowany w Suezie.
Okręty brały następnie udział w I wojnie światowej na Morzu Czarnym. „Berk-i Satvet” już pierwszego dnia działań na tym obszarze ostrzelał 29 października 1914 roku port w Noworosyjsku. „Berk-i Satvet” został poważnie uszkodzony na rosyjskiej minie przed Bosforem 2 stycznia 1915 roku, a „Peyk-i Şevket” został zatopiony na płyciźnie torpedą brytyjskiego okrętu podwodnego HMS E11 6 sierpnia 1915 roku, po czym podniesiony. Oba wróciły do służby po remoncie w 1917 roku. Po I wojnie światowej jeden z okrętów miał być przekazany Portugalii w ramach reparacji, lecz ostatecznie nie doszło do tego z powodu rozpadu Imperium Osmańskiego i zawarcia nowego traktatu pokojowego.
Wraz z utworzeniem świeckiej Republiki Turcji, w 1924 roku okręty zostały przemianowane na „Peyk” i „Berk”. Po remontach w połowie lat 20., „Berk” został ponownie wcielony do służby w Marynarce Wojennej Turcji w 1925 roku, a „Peyk” w 1927 roku. W latach 1936–1938 oba krążowniki torpedowe przeszły modernizację, zmieniającą ich wygląd i uzbrojenie. Zmodernizowane okręty wykorzystywane były jako dozorowce i okręty szkolne, aczkolwiek nadal były klasyfikowane jako krążowniki torpedowe. Podczas II wojny światowej Turcja pozostawała do 1945 roku neutralna i okręty nie uczestniczyły w walkach. „Peyk” został wycofany ze służby w 1944 roku, a „Berk” w 1945 roku, po czym zostały złomowane w latach 1953–1955.